# Cesanese di Olevano Romano
Cesanese di Olevano Romano o Olevano Romano è un vino a DOC istituita con decreto del 30 novembre 2011 pubblicato sulla gazzetta ufficiale nº 295 del 20 dicembre 2011 prodotto nel comune di Olevano Romano e Genazzano in provincia di Roma

## Vitigni con cui è consentito produrlo
- Cesanese d'Affile e/o Cesanese comune minimo 85%
- altri vitigni a bacca rossa idonei alla coltivazione per la Regione Lazio massimo 15%.

## Tecniche di produzione
Per i nuovi impianti e reimpianti la densità non può essere inferiore a 3 000 ceppi per ettaro
È vietata ogni pratica di forzatura.

## Caratteristiche organolettiche
- colore: rosso rubino con riflessi violacei;
- profumo: delicato, caratteristico;
- sapore: secco corposo, morbido, armonico;

## Informazioni sulla zona geografica
Vedi: Cesanese di Olevano Romano DOC

## Storia
Vedi: Cesanese di Olevano Romano DOC

### Disciplinari precedenti
Un precedente disciplinare approvato con decreto del 29/05/1973, pubblicato sulla gazzetta ufficiale n. 221 del 28/08/1973, prevedeva:
- resa in uva = 12,5 t/ha
- resa in vino = 65,0%
- titolo alcolometrico naturale dell'uva = 11,5%
- titolo alcolometrico totale del vino = 12,0%
- estratto secco = 22,0 g/l
- vitigni consentiti:
  - Cesanese comune 0,0% – 100,0%
  - Cesanese d'Affile 0,0% – 100,0%
- Caratteristiche organolettiche:
- colore: rosso rubino tendente al granato con l'invecchiamento.
- odore: delicato, caratteristico del vitigno di base.
- sapore: morbido, leggermente amarognolo.

Un altro disciplinare approvato con decreto del 25/10/2010, pubblicato sulla gazzetta ufficiale n. 262 del 9/11/2010, prevedeva:
- resa_uva=12,0 t/ha
- resa_vino=65%
- titolo_uva=11,5%
- titolo_vino=12,0%
- estratto_secco=24,0 g/l
- vitigni consentiti:
  - Cesanese d'Affile e/o Cesanese comune da soli o insieme minimo 85%
- Caratteristiche organolettiche
  - colore: rosso rubino con riflessi violacei;
  - profumo: delicato, caratteristico;
  - sapore: asciutto, corposo, morbido, armonico;

## Produzione
Provincia, stagione, volume in ettolitri
- Roma  (1990/91)  1640,0
- Roma  (1991/92)  568,59
- Roma  (1992/93)  1595,83
- Roma  (1994/95)  54,21
- Roma  (1995/96)  634,47